# Narrativa audiovisual
La narrativa audiovisual inclou molts aspectes que inclouen des de la primera idea d'una possible història fins a tot el procés que es duu a terme a l'hora de donar-li forma. És doncs, un conjunt d'imatges i sons capaços d'explicar alguna cosa, fins al punt de construir els discursos que formen la història. A més, la narrativa audiovisual no considera només com es construeix la història, si no de la manera que es veu plasmada en el mitjà de difusió, és a dir, també és la manera com s'explica la narració intrínseca.
També s'ha de tenir en compte que el terme “narrativa audiovisual” és un terme genèric que inclou narrativa fílmica, radiofònica, televisiva, videogràfica i informàtica (entre d'altres).

## Procés narratiu[1]
Per construir el discurs de la narrativa audiovisual, es segueixen una sèrie de processos o pasos successius que també s'identifiquen com les parts del guió cinematogràfic: 
- Idea: és el primer pas que es duu a terme en la construcció d'un relat audiovisual. Aquesta, pot ser un pensament o un concepte mental que posteriorment es desenvolupa.
- Story-line: és la descripció de la idea en tres o quatre línies, o dit d'una altra manera, és la síntesi màxima del relat.
- Sinopsi: és l'explicació dels elements principals de la història (aproximadament dues pàgines). En moltes ocasions, es parla del "regne del personatge", ja que el que s'explica és tot allò que envolta el seu món. La sinopsi, doncs, és el veritable punt de partida de la construcció de la narració audiovisual. Serà el que es presentarà posteriorment al realitzador i productor del projecte audiovisual.
- Tractament: és molt similar a la sinopsi, però descriu situacions narratives, la manera en la qual els personatges s'han de comportar i el seu moviment dintre i fora de càmera. Aquest pas, ocupa de 5 a 8 pàgines.
- Estructura: és "l'esquelet de la història col·locat de manera coherent" (D. Freeman). Aquest, fragmenta el relat en seqüències i escenes i decideix la seva distribució. Es divideix en dos grans grups. L'estructura narrativa pot ser: lineal simple, lineal intercalada, "in media res", paral·lela, inclusiva, d'inversió temporal i de contrapunt; i l'estructura dramàtica, representa les accions que poden ser nuclears o principals i secundàries o satèl·lits.
- Guió literari: és la narració completa i estructurada segons un temps i un espai determinats. És la unió de tots els pasos anteriors, és a dir, inclou els diàlegs, la referència als elements visuals i sonors i a més està ordenada per escenes i seqüències.
- Guió tècnic: és el guió on s'especifiquen els factors que els professionals hauran de tenir en compte per prendre les decisions perquè el guió literari es converteixi, finalment, en la producció audiovisual.

## Ficció
El concepte de ficció inclou la creació d'un producte audiovisual que no té cap relació directa amb la realitat. Perquè la ficció sigui entesa i interpretada correctament, s'estableixen una sèrie de punts que es poden identificar amb elements de la realitat (és a dir, es pot veure una relació indirecta).
Dins de la ficció, podem trobar tres tipus de narrativa audiovisual:
- Multiplataforma: el relat multiplataforma, és probablement, la forma més bàsica de la narració multimèdia. Consisteix en la narració de la mateixa història en diferents medis o suports, adaptant-se sempre a la llengua i forma de cadascun d'ells (diferents realitats). Es pot considerar, doncs, que el concepte multiplataforma està lligat al d'adaptació.
- Crossmedia: de la mateixa manera que amb multiplataforma, crossmedia fa referència a diferents realitats. Consisteix en una narració integrada que es desenvolupa a través de diversos mitjans, amb diversos autors i estils, que els consumidors hauran de consumir per entendre la totalitat de la narració (el relat complet). Es refereix, doncs, a experiències integrades a través de múltiples mitjans com Internet o ràdio que eleven els nivells d'interactivitat de l'audiència. Per exemple, ens podem trobar que en un film, en el qual aparegui un pla on es mostri una carta que llegim.
- Transmedia: es pot considerar la narració transmedia aquella en la qual els relats que hi apareixen interrelacionats, estan desenvolupats en diferents i múltiples plataformes (i/o mitjans), però que alhora guarden una independència narrativa i sentit complet. Aquests relats, tot i presentar-se de manera individual, formen part d'un relat global; i depenent de quin sigui el mitjà o plataforma que els distribueix, es potenciarà allò que millor pot oferir el mitjà, és a dir, una història pot introduir-se o distribuir-se a través del cinema i després es pot explorar i experimentar amb la creació d'un videojoc basat en el film.

	Dins de la ficció, s'utilitzen una sèrie de mecanismes que ajuden a la construcció de la història:
- Mecanismes fonamentals: aquests inclouen allò que té a veure amb el personatge principal (o personatges), l'objectiu que té i també els obstacles que sorgeixen al llarg del relat per arribar a assolir aquest objectiu.
- Mecanismes estructurals: és part de la construcció externa del relat. Seguint els mecanismes fonamentals, els estructurals estableixen tres parts (encara que poden haver altres mètodes menys usuals) per separar-los: abans que l'objectiu es conegui (primer acte), durant l'objectiu (segon acte) i després de l'assoliment de l'objectiu (tercer acte). Els mecanismes estructurals també inclouen els aspectes d'unitat de temps, lloc, acció, estil i temàtica; i els aspectes de l'explotació com: anticipació, simetria/paral·lelisme, tríada, el·lipsi, milking, srimmage i topper.
- Mecanismes locals: aquests poden ser o narrar que és "explicar la història a través d'un dels personatges i d'un succés esdevingut" (J. Duran, 2009) o mostrar que consisteix a fer funcionar la història a través d'allò que diuen i fan els personatges i el context en què es troben.

## No ficció[4]
El concepte de «no-ficció» dona per parlar de molts aspectes inclosos. És la franja que hi ha entre el documental i el convencional, o entre la ficció i l'experimental. La seva negació («no»-ficció) li dona un poder de no haver de definir-se, en el sentit que té una llibertat per barrejar formats, per mostrar discursos establerts de maneres innovadores i per fer una síntesi de la ficció, informació i reflexió.
	Tot i així, la «no-ficció», ha aparegut en moltes ocasions com a concepte contrari a ficció. Hi ha alguns autors que consideren que la ficció i la no-ficció comparteixen una estreta relació, ja que en moltes pel·lícules o produccions de no-ficció, s'usen mecanismes provinents de la ficció. La diferència, potser, està en la manera d'abordar els diferents tipus de gènere. De totes maneres, es pot dir que la no-ficció s'acosta a la ficció perquè ambdues comparteixen aspectes comuns com la posada en escena, tècniques cinematogràfiques, dramatúrgiques i de muntatge.
	De la mateixa manera que amb la ficció, podem trobar tres tipus de narrativa audiovisual:
- Audiovisual lineal: sorgeix amb el naixement del cinema el 1895. La narració s'estructura en l'ordre clàssic d'introducció, desenvolupament i desenllaç i hi inclou qualsevol tipus de format amb estructura lineal i clarament delimitada.
- Audiovisual interactiu: és una evolució de l'audiovisual lineal que arriba amb la tecnologia digital cap a la dècada dels anys 80. Aquest tipus d'audiovisual obra un període d'experimentació amb els formats, ja que incentiva la navegació, la participació i la interacció de l'usuari en la narració.
- Audiovisual transmedia: aquest tipus d'audiovisual sorgeix al segle XXI i coexisteix amb els altres dos tipus. Aquest concepte és molt relatiu, i és difícil d'establir-ne una definició, ja que les possibilitats que ofereix són pràcticament infinites (pot combinar diferents formats i gèneres).